# برنار مک‌فدن
برنار مک‌فدن (انگلیسی: Bernarr Macfadden؛ ۱۶ اوت ۱۸۶۸ – ۱۲ اکتبر ۱۹۵۵) یک ورزشکار بدن‌سازی، پدیدآور و ناشر مجله اهل ایالات متحده آمریکا بود.
او یکی از چهره‌های شاخص جنبش بدن‌سازی و همچنین نظریه‌پرداز تغذیه و سلامت در آمریکا بود. وی پایه‌گذار انتشارات مک‌فدن و سلفِ چارلز اطلس و جک لالین بود.
وی را آغازکنندهٔ فرهنگ تناسب اندام (فیتنس) و سلامتی در ایالات متحده آمریکا می‌دانند.